# 沙鲁巴·维尔马
沙鲁巴·维尔马（Sourabh Verma，1992年12月30日—），印度男子羽毛球運動員。其弟萨米尔·维尔马同為羽毛球运动员。

## 簡歷
沙鲁巴·维尔马來自中央邦達爾（Dhar），父親蘇迪爾·維爾馬（Sudhir Verma）是當地的羽球教練，其兄萨米尔·维尔马亦為羽球運動員。
2011年，沙鲁巴·维尔马出戰印度羽毛球黃金大獎賽，在男单決賽以0比2（15-21、18-21）不敵印尼名将的陶菲克，屈居亞軍。
2013年12月，沙鲁巴·维尔马出战印度羽毛球國際挑戰賽，在男单决赛以2比0（21-12、21-17）击败了赛会3号种子、队友的普兰诺伊·哈塞纳·苏尼尔·库马尔，赢得国际赛男单冠军，亦是他首个國際挑戰賽男单冠军。
2014年2月，沙鲁巴·维尔马出战伊朗羽毛球國際挑戰賽，在男单决赛以2比0（21-13、21-11）击败了赛会11号种子、印尼名将的Dharma Alrie Guna，赢得国际赛男单冠军。同期2月，他出战奧地利羽毛球國際挑戰賽，在男单决赛以2比1（21-11、12-23、21-18）击败了赛会8号种子、印尼名将的安德鲁·库尔尼亚万·泰德乔诺，赢得国际赛男单冠军。同年3月，他出战馬來西亞羽毛球黃金大獎賽，在男单决赛以1比2（21-15、16-21、19-21）不敌赛会15号种子、印尼名将的西蒙·桑托索，赢得亚军。
2015年12月，沙鲁巴·维尔马出战印度羽毛球國際挑戰賽，在男单决赛以0比2（11-21、18-21）不敌赛会3号种子、队友的萨米尔·维尔马，赢得亚军。
2016年7月，沙鲁巴·维尔马出战白夜羽毛球賽，在男单準決賽以1比2（15-21、21-14、15-21）不敌赛会3号种子、法国名将的卢卡斯·科维。同年9月，他出战比利時羽毛球國際賽，在男单决赛以0比2（19-21、19-21）不敌赛会5号种子、法国名将的盧卡斯·科維，赢得亚军。同期9月，他出战波蘭羽毛球國際賽，在男单决赛以0比2（27-29、13-21）不敌丹麦名将的維克多·斯文森，赢得亚军。同年10月，他出战中華台北羽毛球大師賽，在男单决赛因对手、马来西亚的刘国伦在途中弃赛，首次赢得大獎賽男单冠军。同年11月，他出战碧特博格羽毛球黃金大獎賽，在男单决赛以0比2（19-21、20-22）不敌赛会4号种子、中国的石宇奇，赢得亚军。
2018年7月，沙鲁巴·维尔马出战俄羅斯羽毛球公開賽，在男单决赛以2比1（18-21、21-12、21-17）击败了日本名将的渡邊航貴，赢得超級100賽男单冠军。同年10月，他出战荷蘭羽毛球公開賽，在男单决赛以2比0（21-19、21-13）击败了马来西亚名将的詹俊為，赢得赛季第二座超級100賽男单冠军。
2019年4月，沙鲁巴·维尔马出战芬蘭羽毛球公開賽，在男单準決賽以0比2（15-21、17-21）不敌资格赛选手、中华台北的林俊易。同年5月，他出战斯洛文尼亞羽毛球國際賽，在男单决赛以2比0（21-17、21-12）击败了赛会4号种子、日本名将的古賀穗，赢得國際系列賽男单冠军。同年7月，他出战美國羽毛球公開賽，在男单準決賽以0比2（9-21、18-21）不敌泰国名将的達農沙·森頌汶素。同年8月，他出战海得拉巴羽毛球公开赛，在男单决赛以2比1（21-13、14-21、21-16）击败了新加坡名将的駱建佑，赢得超級100賽男单冠军。

## 主要比賽成績
| 年份   | 賽事                     | 公開賽級別 | 項目     | 成績   |
| ------ | ------------------------ | ---------- | -------- | ------ |
| 2011年 | 印度羽毛球黃金大獎賽     | 黃金大獎賽 | 男子單打 | 亞軍   |
| 2013年 | 印度羽毛球國際挑戰賽     | 國際挑戰賽 | 男子單打 | 冠軍   |
| 2014年 | 伊朗羽毛球國際挑戰賽     | 國際挑戰賽 | 男子單打 | 冠軍   |
| 2014年 | 奧地利羽毛球國際挑戰賽   | 國際挑戰賽 | 男子單打 | 冠軍   |
| 2014年 | 馬來西亞羽毛球黃金大獎賽 | 黃金大獎賽 | 男子單打 | 亞軍   |
| 2015年 | 印度羽毛球國際挑戰賽     | 國際挑戰賽 | 男子單打 | 亞軍   |
| 2016年 | 白夜羽毛球賽             | 國際挑戰賽 | 男子單打 | 準決賽 |
| 2016年 | 比利時羽毛球國際賽       | 國際挑戰賽 | 男子單打 | 亞軍   |
| 2016年 | 波蘭羽毛球國際賽         | 國際系列賽 | 男子單打 | 亞軍   |
| 2016年 | 中華台北羽毛球大師賽     | 大獎賽     | 男子單打 | 冠軍   |
| 2016年 | 碧特博格羽毛球黃金大獎賽 | 黃金大獎賽 | 男子單打 | 亞軍   |
| 2018年 | 俄羅斯羽毛球公開賽       | 超級100賽  | 男子單打 | 冠軍   |
| 2018年 | 荷蘭羽毛球公開賽         | 超級100賽  | 男子單打 | 冠軍   |
| 2019年 | 芬蘭羽毛球公開賽         | 國際挑戰賽 | 男子單打 | 準決賽 |
| 2019年 | 斯洛文尼亞羽毛球國際賽   | 國際系列賽 | 男子單打 | 冠軍   |
| 2019年 | 美國羽毛球公開賽         | 超級300賽  | 男子單打 | 準決賽 |
| 2019年 | 海得拉巴羽毛球公开赛     | 超級100賽  | 男子單打 | 冠軍   |
| 2019年 | 越南羽毛球公開賽         | 超級100賽  | 男子單打 | 冠軍   |
| 2019年 | 賽義德·莫迪羽毛球國際賽  | 超級300賽  | 男子單打 | 亞軍   |
| 2022年 | 印度羽毛球國際挑戰賽     | 國際挑戰賽 | 男子單打 | 冠軍   |

| 2007-2017年 | 首要超級賽 | 超級賽 | 黃金大獎賽 | 大獎賽 | 國際挑戰賽 | 國際系列賽 | 未來系列賽 | 其他 |

| 2018-2026年 | 總決賽 | 超級1000賽 | 超級750賽 | 超級500賽 | 超級300賽 | 超級100賽 | 國際挑戰賽 | 國際系列賽 | 未來系列賽 | 其他 |